# Lufterianism
Lufterianism (engelska: breatharianism) är en nyandlig och pseudovetenskaplig teori som menar att människor kan överleva utan mat och ibland vatten genom att istället absorbera energi och näringsämnen genom luft och solljus.
Tankegången har sin grund i en indisk trosuppfattning (se astomi), men har även svenska anhängare. Uppfattningen har orsakat flera dödsfall där folk felaktigt trott sig kunna avstå livsnödvändiga födoämnen. I Sverige uppmärksammades trosuppfattningen särskilt 2019 efter att två lufterianer dömdes till fängelse för att nästan ha svultit sin 18 månader gamla dotter till döds.